# Poul Hansen
Hans Christian Poul Hansen (Kalundborg), född 27 februari 1913 i Köpenhamn, död 13 augusti 1966 i Virum, var en dansk journalist, socialdemokratisk politiker och minister. Han var folketingsledamot 1945–1966.

## Bakgrund
Poul Hansen var son till snickaren Hans Jørgen Hansen (1885–1963) och Dorthea Olsen (1886–1929). Han blev utlärd snickare från Borella Hansen & Co. i Hillerød 1932 och genomgick sedan ett år på Esbjergs folkhögskola (1932–1933). Han blev samtidigt politiskt engagerad i Socialdemokratiet och var förbundssekreterare i Danmarks Socialdemokratiske Ungdom (1933–1937), senare förbundsordförande (1937–1942). Här knöt han nära band med H.C. Hansen, senare statsminister. Under samma period var han även ledamot i partiets verkställande utskott (1933–1942) samt i det verkställande utskottet för Arbejdernes Oplysningsforbund (1937–1942). Han var sedan journalist på Fyns Social-Demokrat (1942–1945) och redaktör för tidskriften Verdens Gang (1947–1952). Efter kriget var han involverad i Socialdemokratiets egen underrättelsetjänst, Arbejderbevægelsens Informationscentral (AIC), där han var sekreterare (1945–1955). AIC var ett av partiets viktigaste redskap i dess kamp mot kommunister och kulturradikala. Han var en kort period även partisekreterare (1955–1956).
Poul Hansen blev invald i Folketinget 1945, och behöll detta mandat till sin död 1966. Han fick tillnamnet ”Kalundborg” efter sin valkrets, eftersom det fanns flera i Folketinget med samma namn. Han var partigruppens sekreterare (1947–1950) och ordförande (1953–1956) samt ledamot i Folketingets utrikesnämnd (1953–1956) och representant för Danmarks Nationalbank (1953–1956). Han var ledamot i flera utredningar, däribland försvarskommissionen  af 1946, den skandinaviska försvarsutredningen från 1948 och författningskommissionen af 1951. Från 1955 var han åter ledamot i partiets verkställande utskott.
Poul Hansen har skrivit böckerna Marchen til Venstre (1945) och Danish Politicians (1949) samt varit medförfattare till En bygning vi rejser I-III (1954-55), som behandlar partiets historia.

## Minister
Poul Hansen blev försvarsminister i H.C. Hansens första regering 1956, då företrädaren Rasmus Hansen tvingades avgå efter en hjärnblödning. Han stod bakom 1960 års försvarsöverenskommelse mellan Folketingets fyra största partier. Denna reform innebar bl.a. att tjänstetiden för de värnpliktiga sänktes och att en större andel frivilliga anställdes inom försvaret. Det Konservative Folkeparti fick inte igenom sina krav på att Danmark skulle förses med kärnvapen, vilket skulle innebära att amerikanska styrkor stationerades i Danmark, vilket dock hade stöd bland många officerare. Utöver denna överenskommelse ingick Danmark och USA, genom Nato, samma år ett avtal om att Nato-depåer placerades i Jylland. Han deltog även i de utsträckta förhandlingarna om Danmarks anslutning till Natos enhetskommando. Under Hansens mandatperiod importerade Danmark sina första raketer samt tre skvadroner av det amerikanska jakt- och attackflygplanet Super Sabre.
Poul Hansen utsågs till finansminister efter Hans R. Knudsens död i november 1962. Som finansminister stod han bl.a. bakom ett paket av finansförslag, under namnet ”Helhedsløsningen”, 1963. Detta paket innehöll bl.a. förslag på införande av allmän tilläggspension (ATP). Hansen lade sedan fram förslag på införande av källskatt och förslag på att ersätta omsättningsskatten (Oms) med en mervärdesskatt (Moms) 1964. Dessa förslag antogs men genomfördes först efter Hansens avgång som minister 1965.